# Дворец правосудия (Мюнхен)
Дворец правосудия (нем. Justizpalast) — одно из административных зданий Мюнхена, принадлежащее Баварскому министерству юстиции.
Здание дворца было построено в 1890—1897 годах по проекту Фридриха фон Тирша в помпезной стилистике боз-ара (необарокко с элементами неоренессанса) на площади Штахус. Венчает сооружение купол высотой в 66 м.
В 1905 году западнее было пристроено новое здание в стиле северной кирпичной готики, сегодня называемое Новый дворец правосудия. До Второй мировой войны его наружные стены были оштукатурены и окрашены.
В 1943 году во Дворце правосудия состоялся судебный процесс над членами группы Сопротивления «Белой розы».